# Acrodicrania angustifrons
Acrodicrania angustifrons är en tvåvingeart som beskrevs av Frederick Askew Skuse 1890. Acrodicrania angustifrons ingår i släktet Acrodicrania och familjen svampmyggor. Inga underarter finns listade i Catalogue of Life.